# Ламотта, Джейк
Джакоббе (Джейк) Ламотта (англ. Giacobbe «Jake» LaMotta; 10 июля 1922 — 19 сентября 2017) — американский боксёр, чемпион мира в среднем весе (1949—1951). Получил прозвища «Бык из Бронкса» и «Бешеный Бык» за неукротимый бойцовский дух и бешеный нрав. За более чем 13 лет выступлений на ринге лишь один раз побывал в нокдауне (31 декабря 1952 года, на закате своей карьеры), никогда и никем не был нокаутирован. Его мемуары «Бешеный Бык: Моя история» (англ. Raging Bull: My Story) легли в основу сценария к фильму Мартина Скорсезе «Бешеный бык» с Робертом Де Ниро в главной роли.

## Биография
Ламотта родился в итальянской семье в Нью-Йорке в районе Бронкс неподалёку от Пэлхамской аллеи и Моррис-парка. В детстве отец научил его основам бокса, совмещая в обучении как элементы развлечения, так и суровой борьбы. Джейк видел, что бокс для взрослых является своего рода азартной игрой: они играли на деньги, делая ставки на того или иного спортсмена. Именно таким образом Джейк уже в 14 лет начал зарабатывать первые гонорары.
В 1941 году Ламотта стал профессиональным боксёром в возрасте 19 лет. Не смог пройти срочную службу в армии, так как был прооперирован на сосцевидный отросток.

## Личная жизнь
Родной брат Джейка Ламотты — Джои Ламотта (в фильме «Бешеный Бык» его играет Джо Пеши) — также был боксёром-профессионалом. Как и Джейк, Джои был средневесом и дрался в похожей манере — минимум защиты, максимум атаки и надежда на свою крепкую челюсть. Джои имел короткую, но достаточно плотную боксёрскую карьеру — за 22 месяца с февраля 1945 года по ноябрь 1946-го он провёл 39 боёв из них 5 проиграл и лишь один досрочно. В 1947—1950 годах Джои был менеджером Джейка, но после драки с ним в собственном доме порвал отношения с братом и практически не общался с ним достаточно долгое время.
Ламотта был женат семь раз, имеет двух дочерей, двух сыновей. Племянник, Джон Ламотта, — известный актёр, известный по сериалу «Альф». Старший сын, Джейк Ламотта-младший, в 1998 году скончался от рака печени, а младший, Джозеф, в том же году погиб в авиакатастрофе. Джейк Ламотта принимал активное участие в различных конференциях, писал и издавал книги о своей жизни, своих жёнах и своих поединках.

## Профессиональная карьера
Активно начал боксёрскую карьеру и с марта по август 1941 года провёл пятнадцать беспроигрышных боёв. В сентябре 1941 года состоялся бой Ламотты против Джимми Ривза. Бой был вязким с обилием клинчей и нарушений. К концу поединка Джейк несколько раз отправлял Ривза на канаты, но судьи склонили счёт в пользу Джимми Ривза. Зрители были в недоумении, и хаос в зале от несправедливого вердикта продолжался более двадцати минут. Через месяц состоялся реванш, в котором Джимми победил Ламотту более уверенно. В 1943 году состоялся их третий бой, в котором Ламотта взял реванш нокаутом.

### Бои с Шугаром Рэем Робинсоном
В 1942 году состоялся первый бой Джейка Ламотты с Рэем Робинсоном по прозвищу «Шугар» (англ. Sugar — сахар), у которого за плечами было уже 35 побед. В первом раунде Джейк отправил Шугара в нокдаун, но Робинсон оправился и уверенно взял почти все последующие раунды. Бой заканчивается победой «Шугара».
Через год они встречаются вновь, проведя два поединка в Детройте, где победа остаётся за Джейком, который нанёс первое и на долгое время единственное поражение знаменитому Шугару Робинсону. Именно с этого боя началось их яростное соревнование — кто наберёт больше побед в год..
В 1945 году вечные соперники вновь сходятся на ринге. По прошествии 10 раундов судьи отдают предпочтение «Шугару» Робинсону. Несмотря на это, Джейк не отстаёт от своего визави по количеству одержанных побед. К тому времени он уже выигрывал у всех знаменитых боксёров мирового класса. Его жертвами стали Фритци Зивиик, Джордж Кохан, Томми Белл, Холман Уильямс, Тони Джаниро и др.

### Чемпионские бои
Несмотря на многочисленные победы, Джейку было отказано в присвоении звания чемпиона мира в среднем весе. Это была его первая встреча с криминалом в сфере боксёрских турниров. И всё-таки Джейк не унывал и решил принять вызов знаменитого Билли Фокса за титул чемпиона мира. Уже в четвёртом раунде Фокс посылает противника в нокаут.
В 1949 году Джакоббе побеждает француза Марселя Сердана и становится чемпионом мира. Был запланирован матч-реванш, но Сердан погиб в авиакатастрофе во время перелёта в Америку в возрасте 33 лет.
В июле 1950 года Джейк провёл первую защиту титула против итальянца Тиберио Митри. ЛаМотта победил единогласным решением судей.
Француз Лоран Дютуий, которому ЛаМотта проиграл единогласным решением судей в марте 1949-го, ещё не будучи тогда чемпионом, пообещал вернуть титул во Францию после гибели своего соотечественника Сердана. Второй бой с ним в сентябре 1950-го мог стать для ЛаМотты разгромным повторением первого, но пятнадцатираундовый формат чемпионских боёв оказался ему удобен: ЛаМотта выиграл последние 4 раунда и в последнем 15-м дожал и нокаутировал француза. За плотность действий в ринге и драматичный сценарий бой получил статус «Бой Года» по версии журнала Ринг.
В феврале 1951-го Рэй Робинсон и ЛаМотта встречаются последний, шестой раз, и в данном случае — в бою за титул Чемпиона мира в среднем весе, который всё ещё принадлежал ЛаМотте. Хотя ЛаМотта проиграл почти все раунды по запискам судей и рефери, но по своей жёсткости и бескомпромиссности бой оправдал ожидания зрителей и позже получил название «Бойня в День Святого Валентина». Бой был остановлен в 13-м раунде из-за множественных рассечений у ЛаМотты и большого количества пропущенных ударов в этом раунде. Однако ЛаМотта всё-таки остался стоять, хотя и держался за канаты. ЛаМотта получил за бой около $64000, что было колоссальным гонораром для того времени.
После поражения от Робинсона и потери чемпионского титула в среднем весе Ламотта провёл ещё 10 боёв, из них все в полутяжёлой весовой категории (фактически же его вес был пограничным). В этот последний этап своей карьеры он одержал 5 побед, 4 боя проиграл и 1 свёл вничью. Боёв за титул Чемпиона мира больше не было. На момент последнего (106-го) боя в апреле 1954-го Ламотте было 33 года, и этот десятираундовый бой с бывшим неоднократным чемпионом штата Флорида в среднем весе Билли Килгором он проиграл раздельным решением судей.

## Интересные факты
- Итого профессиональная карьера Джейка Ламотты длилась 13 лет и полтора месяца; за всю карьеру он участвовал в 106 боях или примерно 1 бой в 45 дней, провёл на профессиональном ринге 869 раундов по три минуты или 43,5 часа. Данные показатели почти немыслимы для современного бокса, но для профессионального бокса середины XX века они были вполне типичными.

- В 1960 году Ламотта был вызван для дачи показаний перед Сенатским комитетом США. Его обвиняли в причастии к нелегальным боксёрским поединкам, а также было выдвинуто обвинение в том, что Ламотта потерпел поражение в бое с Билли Фоксом под давлением боссов мафии.

- Несмотря на четыре досрочных поражения, Ламотта фактически ни разу не проигрывал бои ввиду абсолютной физической невозможности продолжать. Он всегда оставался физически «на ногах» и с достаточно адекватной для продолжения боя координацией движений.

- Ламотта шесть раз дрался с Рэем Робинсоном — и для каждого из них это был рекорд количества встреч с одним противником.